# 네른스트 효과
네른스트 효과(Nernst Effect)는 자기장하에서 물질의 수송현상 중 하나이다. 자기장 하에서 온도차이와 전압차이를 측정하는 방법으로는 에팅스하우젠 효과, 펠티어 효과, 네른스트 효과, 시벡 효과 등이 있다. 네른스트 효과는 시료에 온도차이가 있을 때, 그에 수직한 방향의 전압차이가 생기는 현상이다. 네른스트 효과를 정량적으로 표시할 때 쓰이는 네른스트 신호({\displaystyle e_{N}(H,T)})와 네른스트 계수({\displaystyle \nu })는 다음과 같이 표현된다.
{\displaystyle e_{N}\left(H,T\right)={\frac {E}{\left|\nabla T\right|}},\ \nu ={\frac {e_{N}}{B}}}

## 개괄적 설명
네른스트 효과는 널리 쓰이는 전하 수송 연구 방법이 아니다. 그 이유는 일반적으로 금속에서 네른스트 계수가 매우 작기 때문이다. 네른스트 효과와 비슷한 전하 수송 연구 방법으로 홀 효과가 있다. 그러나 홀 효과의 경우 우리가 전류를 흘려주기 때문에 물질 내부의 수송 현상을 측정하는 데에 덜 민감하다. 그러므로 네른스트 계수와 홀 전도율은 다른 값을 가질 수 있다.
반도체의 경우, 네른스트 계수는 좀 더 크게 측정되는데, 그 이유는 반도체가 금속보다 전자-정공 대칭이 덜 이루어져 있기 때문이다. 또한 초전도체의 경우 네른스트 신호나 계수가 매우 크게 측정되기도 하는데, 이는 자기 소용돌이에 의해 네른스트 효과가 생기기 때문이다.

## 전하 수송자에 의한 네른스트 효과
시료의 양 끝단에 온도 차이가 있는 경우, 뜨거운 곳의 열은 물질 내부의 수송자에 의해 차가운 곳으로 전달 된다. 그러므로 수송자들은 차가운 곳에 모이게 되는데, 이로 인해 생기는 전압차이를 열전기력이라 한다. 열전기력이 존재하는 경우, 시료 내부에는 크게 두 개의 수송자의 흐름이 존재한다. 하나는 앞서 말한 온도 차이에 의한 흐름이 존재한다. 다른 하나는 열전기력으로 측정되는 시료 양 끝의 전압차이에 의한 흐름이다. 이 다른 두 흐름은 각각, 전도율과 전기 전도율로 흐름의 정도가 측정되며, 방향은 반대방향이다. 자기장이 걸리면 홀 효과에 의해 수송자의 흐름이 휘게 되고 온도 차이에 수직인 방향에 수송자들이 모이게 된다. 수송자의 종류와 시료의 수송 특성에 따라 온도 차이에 수직한 방향의 전기장이 생성되고 이것이 네른스트 효과이다. 물질의 주요 수송자는 대개 전자나 정공, 둘 중 하나이므로 수송자에 의한 전기장은 대부분 상쇄되고 이를 손드하이머 상쇄라 한다.
일반 금속은 열전기력이 상당히 작고, 전자가 주요 수송자이므로 손드하이머 상쇄에 의해 네른스트 효과가 매우 작게 측정된다. 이방성의 금속은 좀 더 큰 네른스트 계수를 보이고, 반도체는 전자-정공 대칭성이 크지 않아 상당히 큰 네른스트 계수가 측전된다.

## 자기 소용돌이에 의한 네른스트 효과
전하 수송자와는 상관 없이 초전도체의 경우 자기장이 있을 때 네른스트 효과를 볼 수 있다. 이때의 네른스트 효과는 수송자가 자기장에 영향을 받아 생기는 네른스트 효과와는 달리 자기장에 비선형적인 모습을 나타낸다. 초전도체의 경우 자기장을 밀어내는 성향을 가지게 되는데, 한계 자기장을 넘는 경우 자기장이 초전도체 내부로 들어오게 된다. 이때 자기장은 자기 소용돌이의 형태로 초전도체 내부로 들어오는 경우가 있다. 이 소용돌이는 초전도체 상태가 아니며, 유체의 성향을 가진다. 자기 소용돌이가 초전도체 내부에 있고, 온도 차이나 전류에 의해 수송자의 흐름이 초전도체 내부에 있으면 자기 소용돌이는 그 흐름에 따라 움직이게 된다. 온도 차이가 있는 경우 수송자들은 뜨거운 곳에서 차가운 곳으로 움직이게 되고 소용돌이 또한 수송자들과 같은 방향으로 흐르게 된다. 자기 소용돌이 또한 온도 차이가 있는 방향으로 흐르게 되며, 자기장의 시간에 대한 변화로 인해 전기장이 유도된다. 네른스트 효과는 온도 차이와 수직한 방향의 전기장이 나타내는 효과이며, 온도 차이와 평행한 방향으로 전기장이 유도되는 것을 시벡 효과라 한다.

## 같이 보기
- 홀 효과

## 참고 문헌
1. Z. A. Xu, N. P. Ong, Y. Wang, T. Kakeshita and S. Uchida,Vortex-like excitations and the onset of superconducting phase fluctuation in underdoped La2-xSrxCuO4, Nature 406, 486-488 (2000)
2. Yayu Wang, Lu Li, N. P. Ong,Nernst effect in high-Tc superconductors, Physical Review B 73, 024510-20 (2006)
3. R. P. Huebener,Nernst Effect and Flux Flow in Superconductors. I. Niobium, Physical Review, 181, 701-709 (1969)
4. Yayu Wang, Z. A. Xu, T. Kakeshita, S. Uchida, S. Ono, Yoichi Ando, and N. P. Ong,Onset of the vortexlike Nernst signal above Tc in La2-xSrxCuO4 and Bi2Sr2-yLayCuO6, Physical Review B, 64, 224519 (2001)